# Guntur (Inde)
Pour les articles homonymes, voir Guntur.
Guntur, ville indienne située à 65 km au nord du golfe du Bengale, a le statut de corporation municipale. C'est le chef-lieu du district de Guntur, et la troisième ville la plus peuplée de l’État d’Andhra Pradesh,,, avec une population de 651 382 habitants. En 2012, la corporation municipale a été étendue par regroupement avec dix villages voisins, et la population urbaine s'est trouvée portée à 743 354 habitants,. 
Sa région est un foyer d'éducation et comporte de nombreux sites historiques comme la ville antique d'Amaravati, les grottes d'Undavalli, la forteresse de Kondavid et le site de Sitanagaram ; mais c'est aussi un important bassin industriel au niveau fédéral, composante du corridor de Visakhapatnam. Guntur est également un centre d'affaire actif (aussi pour le commerce en ligne) et l’agriculture : elle exporte des piments, du coton et du tabac. La région de Guntur et la ville elle-même sont renommées pour le piment du même nom (cultivar dit Guntur), dont la culture très importante fait de l'Andhra Pradesh le premier producteur de piment de l'Inde. 

## Géographie

### Relief
Guntur a été édifiée dans une plaine entourée de quelques collines, à 64 km à l'ouest du golfe du Bengale sur la côte orientale de l'Inde. Le delta du Krishna est compris en partie dans le territoire du district de Guntur. Cette entité territoriale est irriguée par bien d'autres rivières et quelques canaux : le canal de Guntur, la Chandravanka, le Naagileru, l'antenne fluviale de Guntur etc.
Comme l'indique la NASA, « <cette région> est typique des grands deltas de la côte sud-est de l'Inde (dite « côte de Coromandel ») : lits filamentaires, plaine inondable immense et interminables bancs de sable indiquent que ce tronçon de la Krishna draine un relief relativement plat et charrie un volume de sédiments considérable, surtout en période de mousson. »

### Climat
Selon la classification de Köppen, le climat de Guntur est tropical. Les températures moyennes sont élevées toute l'année. L'été connaît les plus fortes température (surtout en mai/juin), mais il s’achève sur une période de mousson drue. L'hiver (d’octobre à février) est encore la saison la plus agréable : les précipitations sont plus nombreuses que l'été, mais il existe des périodes de sécheresse. Le mois le plus humide est juillet. La température moyenne annuelle est de 28,5 °C et le volume des précipitations annuelles est de 905 mm. Orages et ouragans sont fréquents, surtout à partir de début juin, qui inaugure la saison des moussons, mais ils peuvent survenir à n'importe quel moment de l'année.

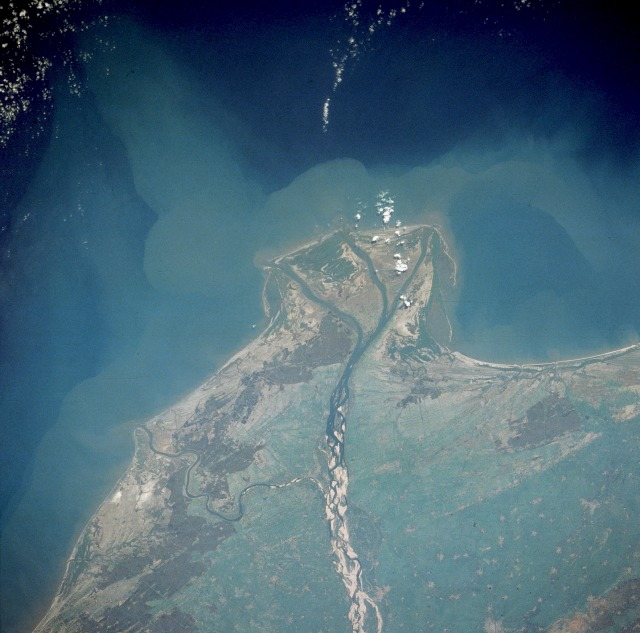
La région de Guntur vue par satellite

| Mois                              | jan. | fév. | mars | avril | mai  | juin | jui. | août | sep. | oct. | nov. | déc. | année |
| --------------------------------- | ---- | ---- | ---- | ----- | ---- | ---- | ---- | ---- | ---- | ---- | ---- | ---- | ----- |
| Température minimale moyenne (°C) | 19   | 20,3 | 22,8 | 25,9  | 28   | 27,7 | 25,6 | 25,5 | 25,3 | 24,2 | 21,1 | 18,9 |       |
| Température moyenne (°C)          | 24,4 | 26,2 | 28,7 | 31,4  | 33,6 | 32,6 | 29,4 | 29,2 | 29   | 27,9 | 25,7 | 24   | 28,5  |
| Température maximale moyenne (°C) | 29,8 | 32,2 | 34,7 | 36,9  | 39,3 | 37,5 | 33,2 | 32,9 | 32,8 | 31,7 | 30,3 | 29,2 |       |
| Précipitations (mm)               | 1    | 4    | 6    | 14    | 56   | 115  | 172  | 160  | 151  | 158  | 58   | 10   | 905   |

## Histoire

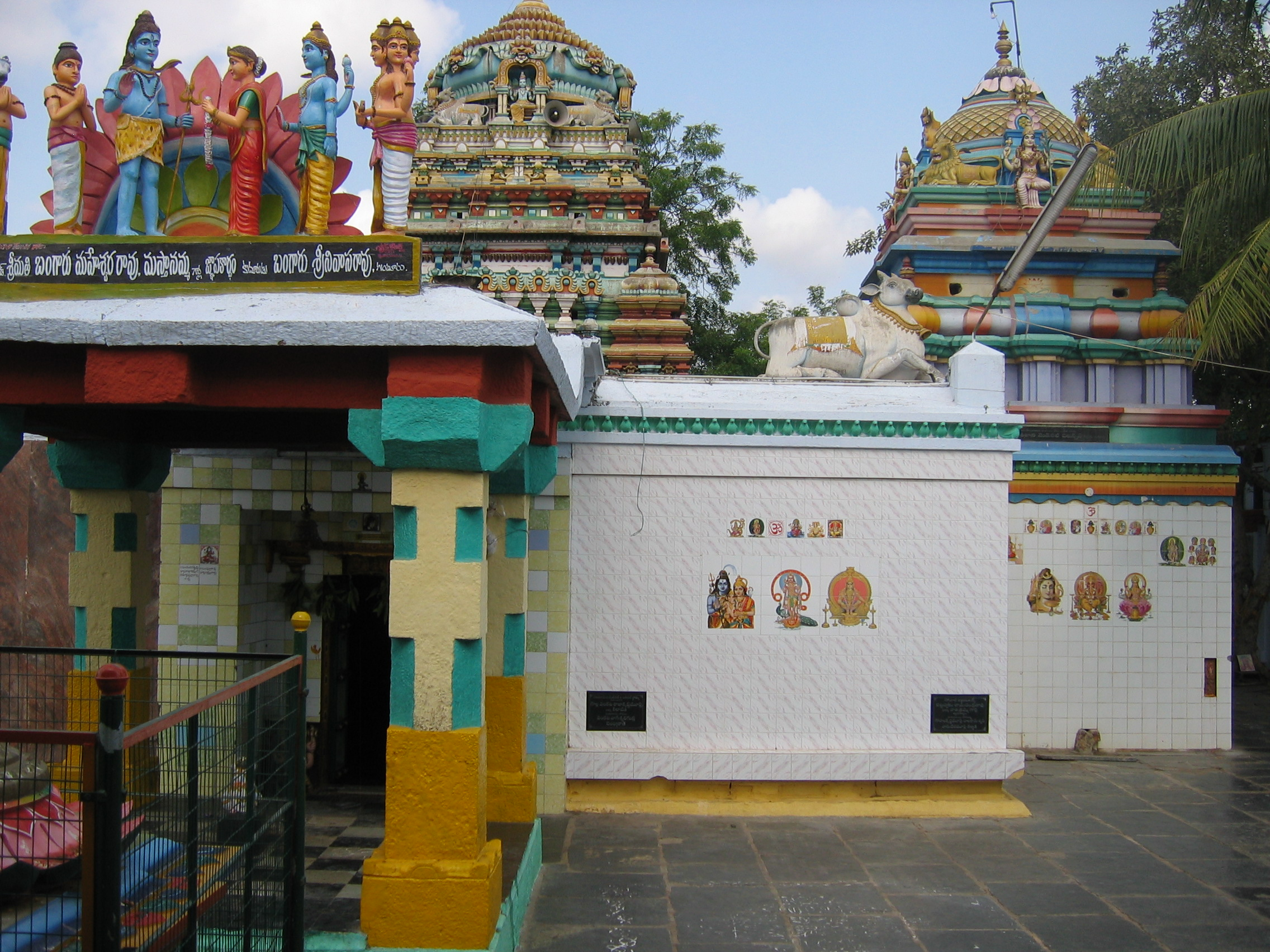
Un des temples antiques de Garthapuri.

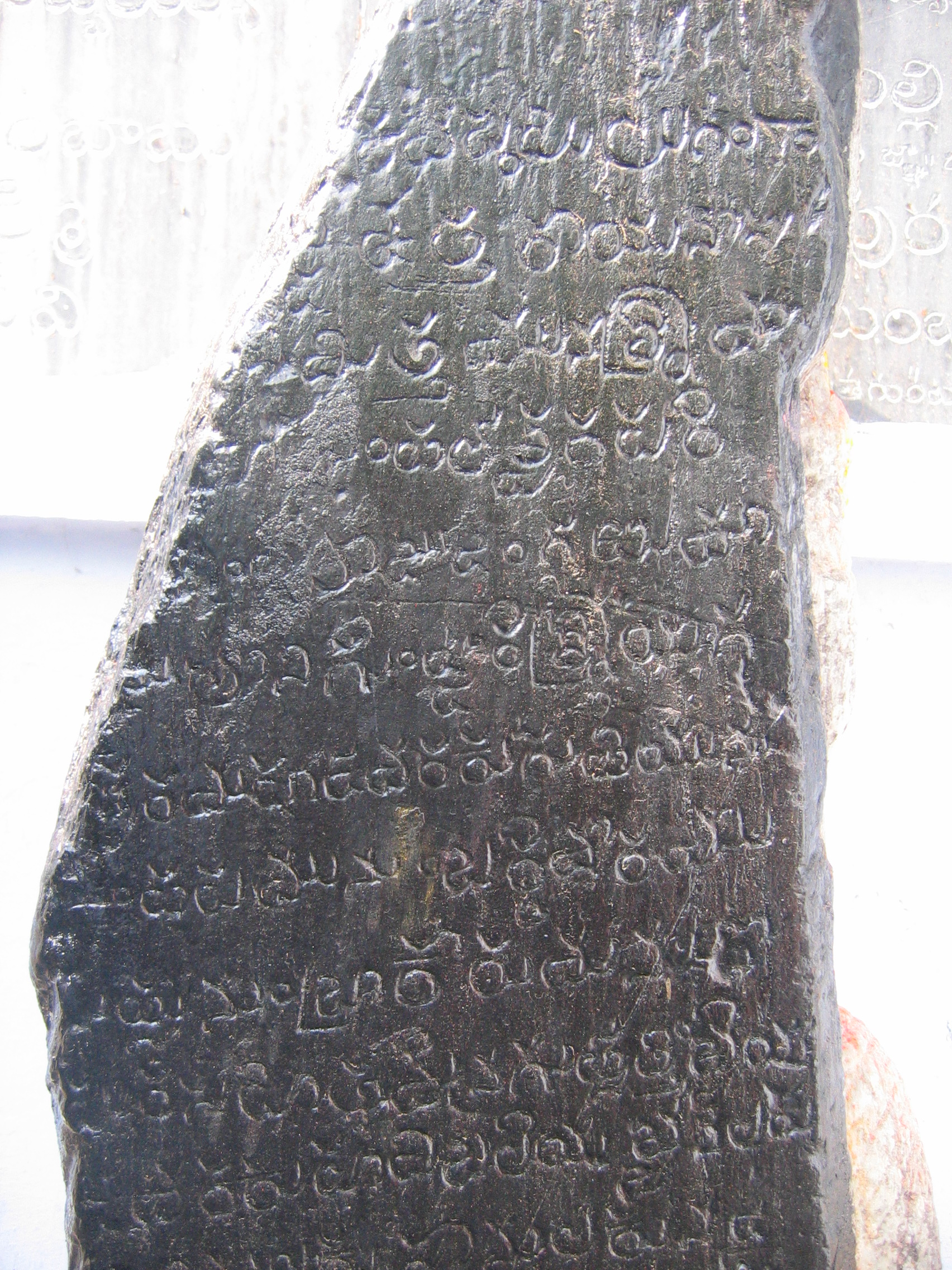
Inscriptions à Sivalayam

Les plus anciennes mentions écrites de Guntur proviennent des plaques d'Idern du roi Chalukya de Vengi, Ammaradja Ier (922–929).  Le nom sanskrit (tradition védique) de Guntur était Garthapuri, ce qui signifie terre marécageuse (garta/gunta) comme en témoignent les inscriptions gravées en écriture Naga-Lipi du vieux temple Agastyeshwara-Sivalayam, qui remontent à environ 1100 : on dit qu’Agastya fit édifier ce temple à l'emplacement d’un lingam miraculeux (swayambhu) au cours de l'ultime Treta-Youga, d'où son nom. À cette époque, les monarques 'Nagas' gouvernaient la région, connue comme un foyer historique du Bouddhisme et site des premiers rites Kalachakra célébrés par le Gautama Bouddha lui-même,. La localisation de Sitanagaram et des grottes de Guttikonda apparaît dans les purana en langue védique, qui remontent (selon la tradition) aux ères de Treta-Youga et de Dwapara Yuga.
La ville acquit un rayonnement véritablement continental avec l'arrivée des Européens. Les Français déplacèrent leur quartier-général de la Forteresse de Kondavid à Guntur en 1752, probablement en raison de l'abondance des ressources en eau, assurée par deux grands réservoirs. Cette colonie française a formé le noyau de la ville actuelle. L’astronome français Pierre Janssen y observa l’éclipse solaire du 18 août 1868 et découvrit l’hélium à Guntur, dans la Présidence de Madras du Raj britannique,.
Les nizams de l'Hyderabad et Hyder Ali du Mysore furent maîtres de la ville jusqu'à l'arrivée des Britanniques en 1788. Elle devint le quartier-général d'un district dissout en 1859, puis finalement reconstitué en 1904. Grâce à l'arrivée du chemin de fer en 1890, la ville s'imposa promptement comme un comptoir du commerce des épices et le marché de référence pour toute la région. Cette expansion s'est poursuivie après l'indépendance mais s'est concentrée sur la zone dite New Guntur, comprenant de nouveaux faubourgs : Brodipet, Arundalpet, Pattabhipuram, Chandramouli Nagar, Sita Rama nagar, Brindavan Gardens, etc.

## Personnalités liées à la ville
- Sheik Chinna Moulana : musicien indien, né à Gundur en 1924
- Ruth Becker : une des survivantes du naufrage du Titanic, née à Gundur en 1899